# Rothia distigma
Rothia distigma là một loài bướm đêm trong họ Noctuidae.